# Politiske partier i Portugal
Dette er en liste over politiske partier i Portugal.
Portugal har et flerpartisystem.
| Navn på Dansk                 | Navn                           | Navn    | Partiformand                   | Partiformand | Politiske position          | Ideologi                                 | Portugals Parlament | Europa-Parlamentet |
| ----------------------------- | ------------------------------ | ------- | ------------------------------ | ------------ | --------------------------- | ---------------------------------------- | ------------------- | ------------------ |
| Socialistisk Parti            | Partido Socialista             | PS      | António Costa                  |              | Centrum-venstre             | Socialdemokratisme                       | 108 / 230           | 9 / 21             |
| Socialdemokraterne            | Partido Social Democrata       | PPD/PSD | Rui Rio                        |              | Centrum-højre               | Liberalkonservatisme                     | 79 / 230            | 6 / 21             |
| Venstreblokken                | Bloco de Esquerda              | B.E.    | Catarina Martins               |              | Venstrefløj                 | Demokratisk socialisme, Venstrepopulisme | 19 / 230            | 2 / 21             |
| Portugals Kommunistiske Parti | Partido Comunista Português    | PCP     | Jerónimo de Sousa              |              | Venstrefløj                 | Kommunisme, Marxisme-Leninisme           | 10 / 230            | 2 / 21             |
| CDS - Folkepartiet            | CDS – Partido Popular          | CDS-PP  | Francisco Rodrigues dos Santos |              | Centrum-højre til højrefløj | Konservatisme, Kristendemokrati          | 5 / 230             | 1 / 21             |
| Mennesker-Dyr-Natur           | Pessoas-Animais-Natureza       | PAN     | André Silva                    |              | Centrum-venstre             | Dyrs rettigheder, Grøn ideologi          | 3 / 230             | 0 / 21             |
| Økologi Partiet "De Grønne"   | Partido Ecologista "Os Verdes" | PEV     | Kollektiv ledelse              |              | Venstrefløj                 | Økosocialisme                            | 2 / 230             | 0 / 21             |
| NOK!                          | CHEGA!                         | CH      | André Ventura                  |              | Højrefløj                   | Nationalkonservatisme Højrepopulisme     | 1 / 230             | 0 / 21             |
| Liberalt Initiativ            | Iniciativa Liberal             | IL      | João Cotrim de Figueiredo      |              | Centrum-højre               | Klassisk liberalisme                     | 1 / 230             | 0 / 21             |